# Belize nos Jogos Olímpicos de Verão de 2020
Belize participa nos Jogos Olímpicos de Verão de 2020 em Tóquio. Originalmente programados para ocorrerem de 24 de julho a 9 de agosto de 2020, os Jogos foram adiados para 23 de julho a 8 de agosto de 2021, por causa da pandemia COVID-19. Será a 13ª participação da nação nas Olimpíadas, embora tenha aparecido em duas edições prévias sob a denominação "Honduras Britânicas" (1968 na Cidade do México, e 1972 em Munique).

## Competidores
Abaixo está a lista do número de competidores nos Jogos.
| Esporte   | Masculino | Feminino | Total |
| --------- | --------- | -------- | ----- |
| Atletismo | 1         | 0        | 1     |
| Canoagem  | 1         | 0        | 1     |
| Total     | 2         | 0        | 2     |

## Atletismo
Belize recebeu uma vaga de Universalidade da IAAF para enviar um atleta para as Olimpíadas.
- Nota– As posições para os eventos de pista são em relação à bateria do atleta
- Q = Qualificado para a próxima fase
- q = Qualificado para a próxima fase como o perdedor mais rápido ou, em eventos de campo, pela posição sem atingir o alvo para qualificação
- NR = Recorde nacional
- N/A = Fase não aplicável para o evento
- Bye = Atleta não precisou disputar aquela fase

Eventos de pista e estrada
| Atleta     | Evento         | Eliminatória | Eliminatória | Quartas-de-final | Quartas-de-final | Semifinal | Semifinal | Final     | Final   |
| Atleta     | Evento         | Resultado    | Posição      | Resultado        | Posição          | Resultado | Posição   | Resultado | Posição |
| ---------- | -------------- | ------------ | ------------ | ---------------- | ---------------- | --------- | --------- | --------- | ------- |
| Shaun Gill | 100 m feminino |              |              |                  |                  |           |           |           |         |

## Canoagem

### Velocidade
Belize recebeu um convite da Comissão Tripartite para enviar um canoísta no K-1 1000 m masculino para as Olimpíadas, representando a estreia da nação no esporte.
| Atleta     | Evento           | Eliminatórias | Eliminatórias | Quartas-de-final | Quartas-de-final | Semifinais | Semifinais | Final | Final   |
| Atleta     | Evento           | Tempo         | Posição       | Tempo            | Posição          | Tempo      | Posição    | Tempo | Posição |
| ---------- | ---------------- | ------------- | ------------- | ---------------- | ---------------- | ---------- | ---------- | ----- | ------- |
| Amado Cruz | Men's K-1 1000 m |               |               |                  |                  |            |            |       |         |

Legenda de Qualificação: FA = Qualificado à Final A (medalha); FB = Qualificado à final B (sem medalha)